# Chemin de Chambly
 (mars 2024).
Si vous disposez d'ouvrages ou d'articles de référence ou si vous connaissez des sites web de qualité traitant du thème abordé ici, merci de compléter l'article en donnant les références utiles à sa vérifiabilité et en les liant à la section « Notes et références ».
Le Chemin de Chambly est l'une des principales artères de la Montérégie, sur la Rive-Sud de Montréal. 

## Situation et accès

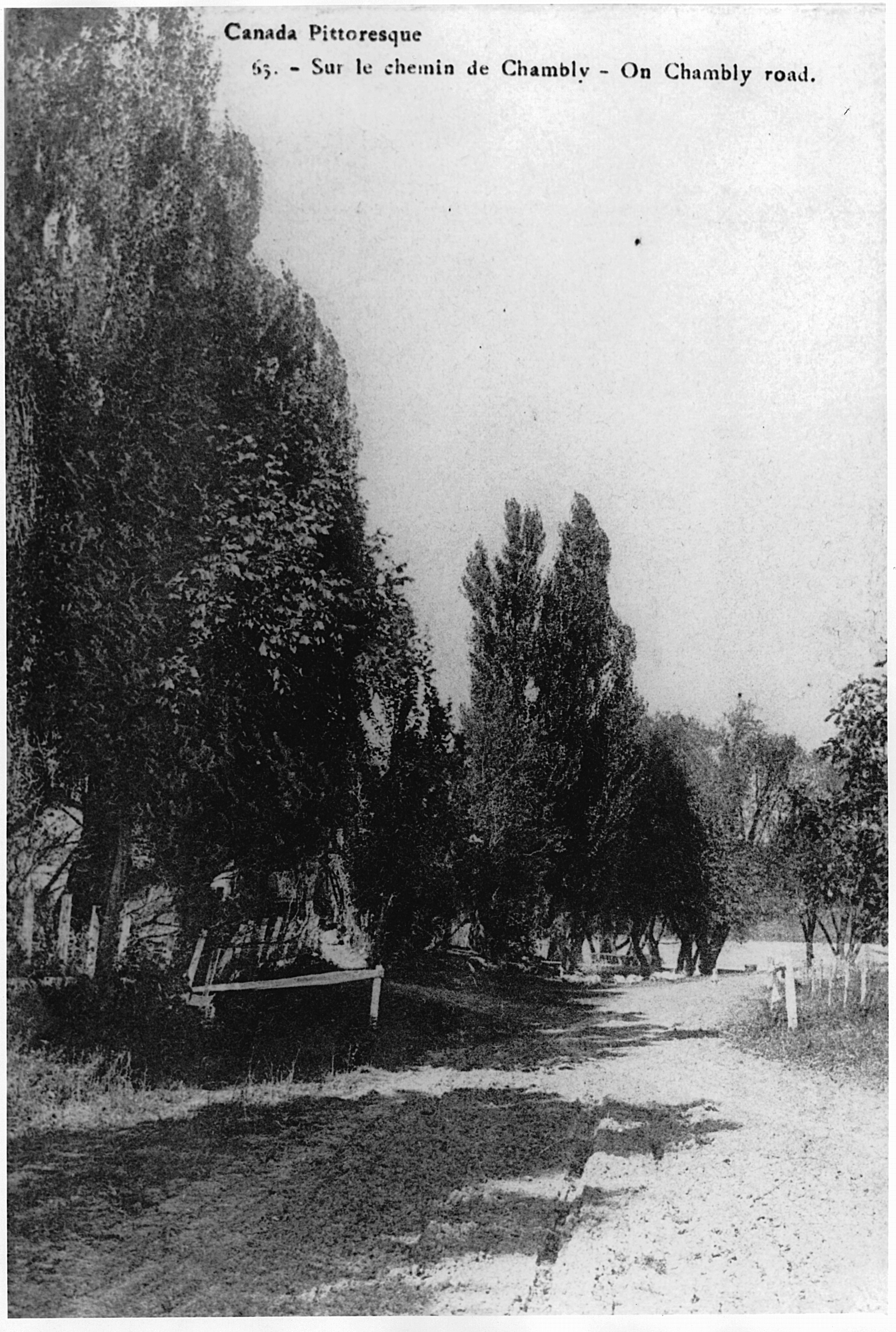
Chemin Chambly vers 1910.

Ce chemin relie Chambly à Longueuil via Carignan et Saint-Hubert.
Le chemin de Chambly est la plus vieille route du Canada. Il débute à l'intersection de la rue du Bord-de-l'Eau tout juste au sud de l'Autoroute 20/Route 132 dans l'arrondissement Vieux-Longueuil à Longueuil comme petite rue à une voie par direction jusqu'à l'intersection de la rue Saint-Charles où se situe la Cocathédrale Saint-Antoine-de-Padoue.
De là, l'artère s'élargit d'une voie dans chaque direction et devient plus commerciale. Le Collège Édouard-Montpetit se situe d'ailleurs à l'intersection de la rue de Gentilly. Par la suite, au sud du boulevard Vauquelin et jusqu'aux viaducs du Canadien National et de la route 116 (boulevard Sir-Wilfrid-Laurier), le chemin de Chambly garde sa largeur, mais est maintenant situé dans l'arrondissement Saint-Hubert. Au sud de la route 116, la chaussée principale devient le boulevard Cousineau donc il faut tourner vers l'est pour rester sur le chemin de Chambly. Le chemin se poursuit donc vers l'est comme petite rue commerciale et résidentielle à une voie par direction. 
Au sud-est de l'autoroute 30, il se poursuit comme route de campagne à travers les champs et entre sur le territoire de la ville de Carignan juste avant de recroiser le boulevard Cousineau pour prendre sa place comme section de la route 112 jusqu'aux limites de la ville de Chambly en devenant le boulevard Périgny de cette ville. Une petite section de la route 112 est aussi nommée chemin de Chambly entre les villes de Richelieu et Marieville à l'est de Chambly.

## Origine du nom
La voie porte ce nom, car elle menait au Fort Chambly.

## Historique

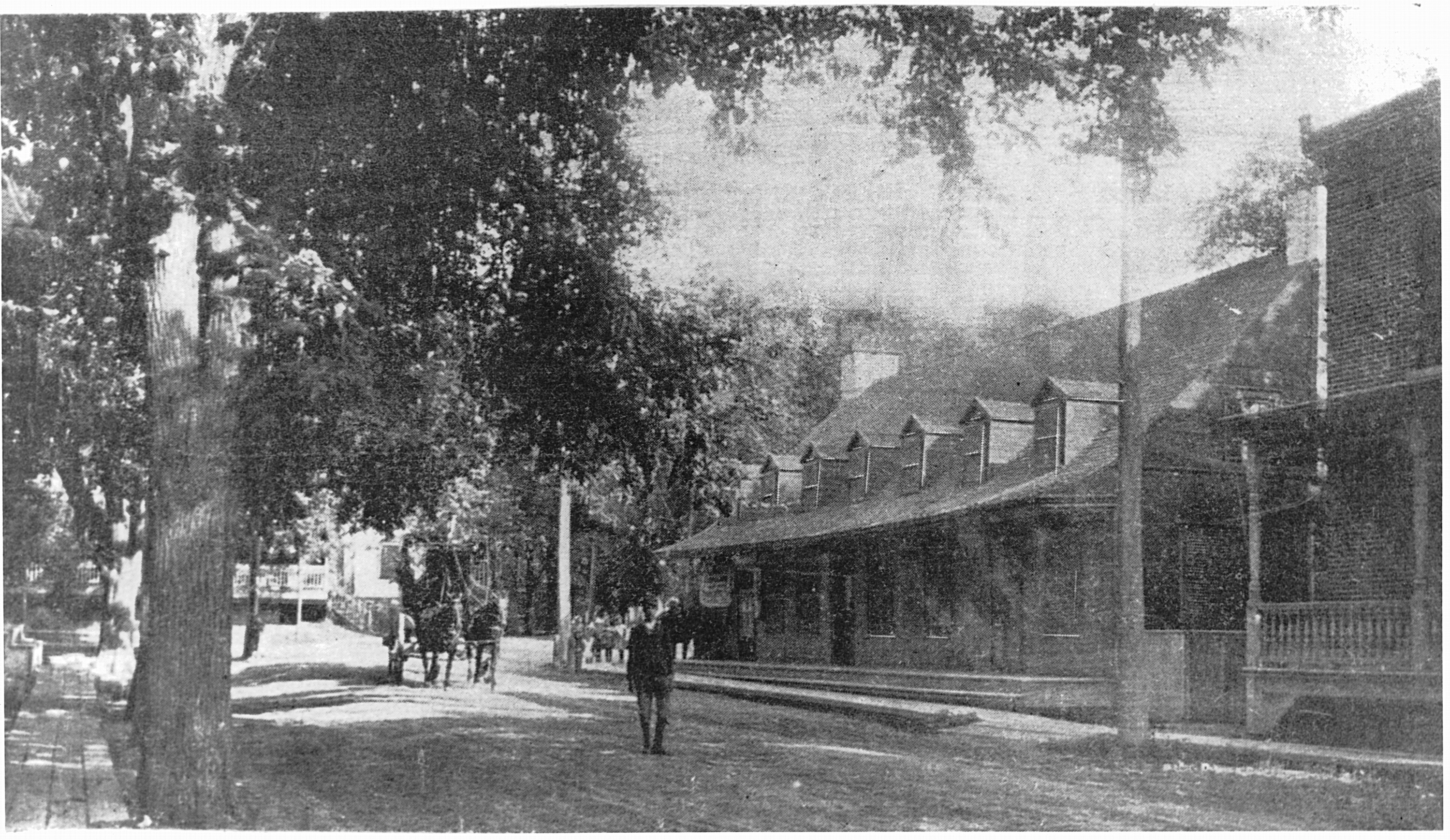
Chemin de Chambly et auberge, Longueuil, QC, vers 1910.

Selon des écrits de Henri de Chastelard de Salières, en octobre 1665, le gouverneur de la Nouvelle-France de l'époque, Daniel de Rémy de Courcelles, demanda au colonel de Salières la construction d'un chemin entre Longueuil et Chambly pour diminuer le temps de parcours entre les deux villes, car il fallait autrement descendre le cours du fleuve Saint-Laurent jusqu'à Sorel-Tracy et ensuite remonter la rivière Richelieu jusqu'au Fort Chambly, ce qui était excessivement long.  

### Premier combat des Patriotes
Le matin du 17 novembre 1837, le constable Mâlo et un détachement de 18 volontaires de la Royal Montreal Cavalry arrivent au village de Saint-Jean. Ils ont pour mandat d’arrêter le notaire Pierre Paul Demaray et le docteur Joseph Davignon, tous deux accusés d’avoir participé quelques semaines plus tôt à l’assemblée de Saint-Charles. Cueillis dans leur lit, les deux hommes sont chargés pieds et mains liées à bord d’un fourgon escorté par la cavalerie, qui reprend aussitôt sa route vers Montréal en empruntant le chemin de Chambly.
En suivant ce trajet, le convoi rallonge d’environ 15 milles la distance qui le sépare de Montréal.

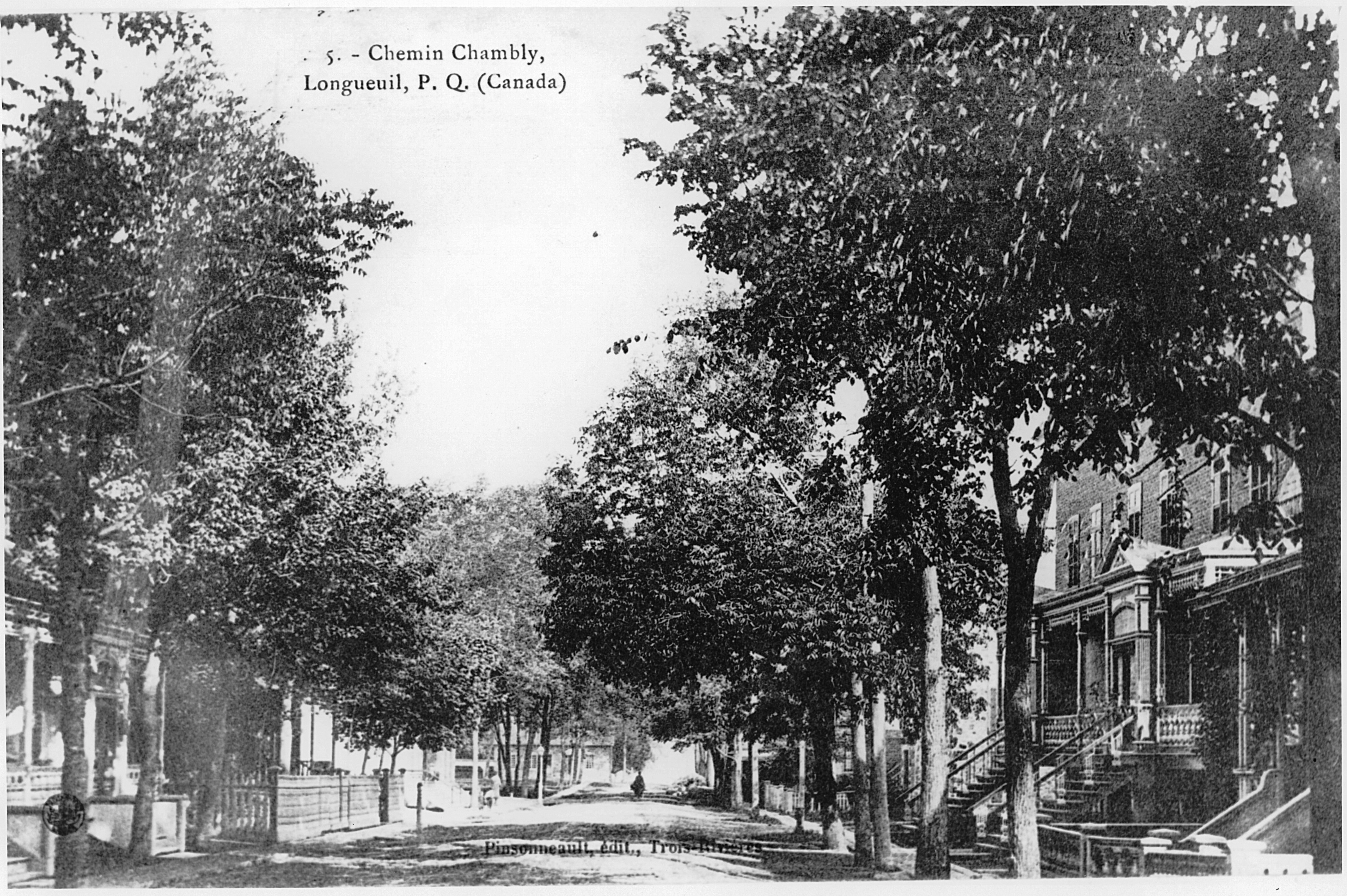
Chemin Chambly, Longueuil, vers 1910.

Malgré l’heure matinale, cette arrestation ne passe pas inaperçue. Bientôt, la nouvelle se propage dans les régions voisines du village. Vers 6 heures du matin, une vingtaine d’hommes tentent de barrer la route au convoi à proximité de Chambly. Néanmoins, devant la supériorité de la cavalerie, les hommes se dispersent sans toutefois omettre d’envoyer un messager afin d’avertir des miliciens de Longueuil de l’arrivée du convoi.
Peu de temps après, le capitaine de milice Joseph Vincent, de Longueuil, apprend la nouvelle de l’arrestation et décide d’alerter Bonaventure Viger, de Boucherville, un autre capitaine de milice. Ce dernier rassemble quelques hommes pour intercepter la cavalerie. La troupe armée se cache non loin de Longueuil, sur le chemin de Chambly. Le bourg est alors investi par un détachement du 32ᵉ régiment, envoyé par le général John Colborne et le procureur Charles Richard Ogden, probablement conscients du danger qui menace le convoi dans cette région fort agitée.
Vers neuf heures, la cavalerie, arrivée à environ deux milles de Longueuil, tombe dans l’embuscade tendue par Viger et ses hommes. Il est néanmoins difficile de savoir qui a tiré le premier.
Au cours de l’escarmouche, Viger est blessé à la cuisse ainsi qu’à la main. Dans le camp opposé, Ermatinger reçoit une volée de chevrotine à la joue et à l’épaule, ce pendant que deux cavaliers, Joshua Woodhouse et John P. Ashton sont blessés grièvement par balles. Pour sa part, John Molson échappe de justesse à la mort lorsqu’une balle lui frôle le crâne en emportant sa casquette. Plusieurs chevaux sont également atteints, achevant la déroute de la cavalerie qui se disperse à travers champs. Viger et ses hommes peuvent alors libérer les deux prisonniers du fourgon qui a été renversé lors de l’affrontement. De son côté, Malo, se cache dans la ferme d’un certain Trudeau, pendant qu’Ermatinger court à Montréal pour faire le rapport de l’incident.
Le lendemain, Colborne ordonne au lieutenant-colonel George Wethrall, accompagné de quatre compagnies de la Royal Scots, ainsi que d’une quinzaine d’hommes de la Royal Montreal Cavalry, de trouver et d’arrêter les hommes coupables du méfait.
Cette embuscade, fomentée par les Patriotes contre les forces de l’ordre, constitue le premier affrontement armé entre les deux camps lors des Rébellions de l’automne 1837.
(D’après François-Xavier Delorme[réf. nécessaire]).

## Bâtiments remarquables et lieux de mémoire

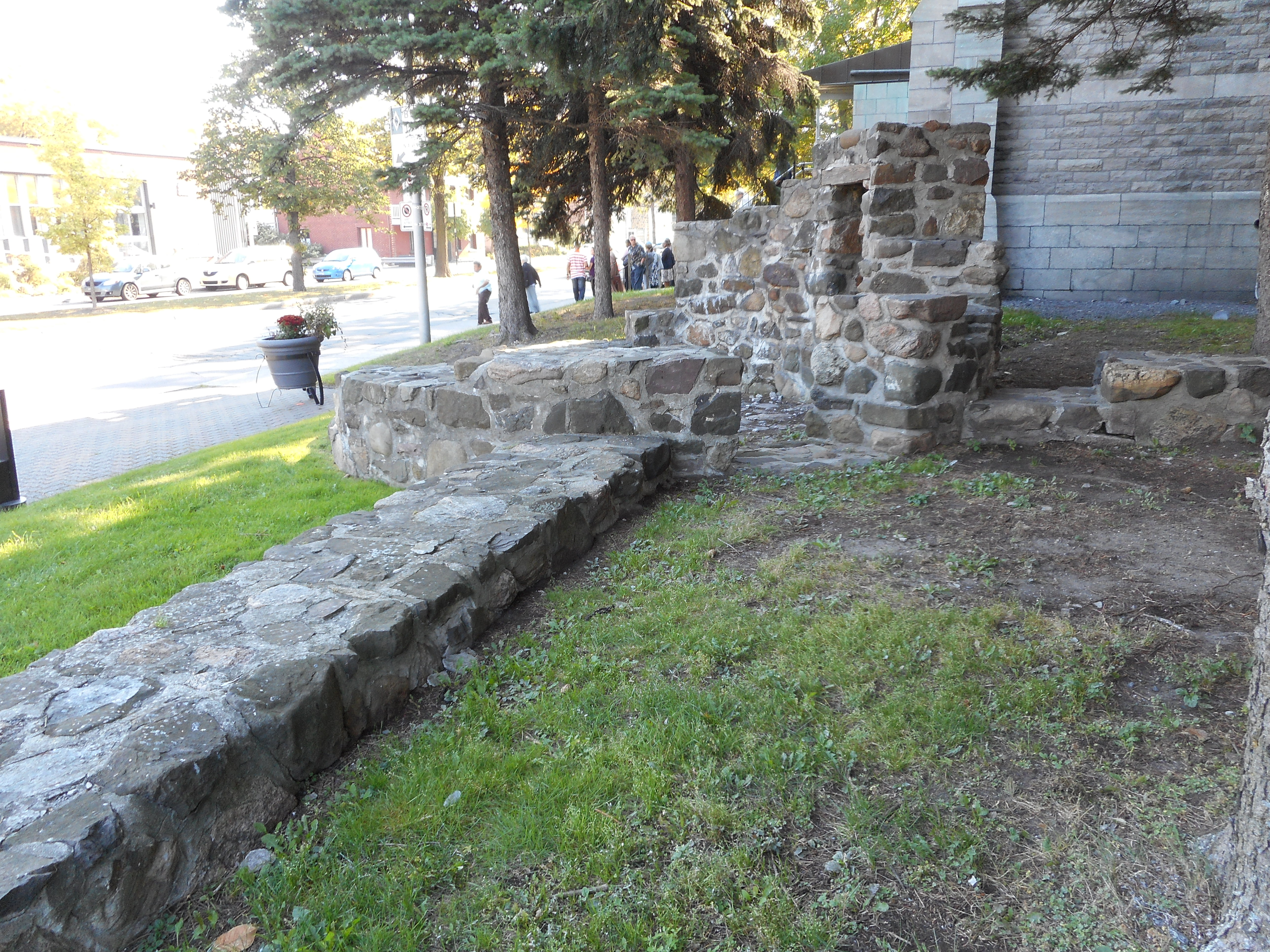
Vestiges du château fort de Longueuil
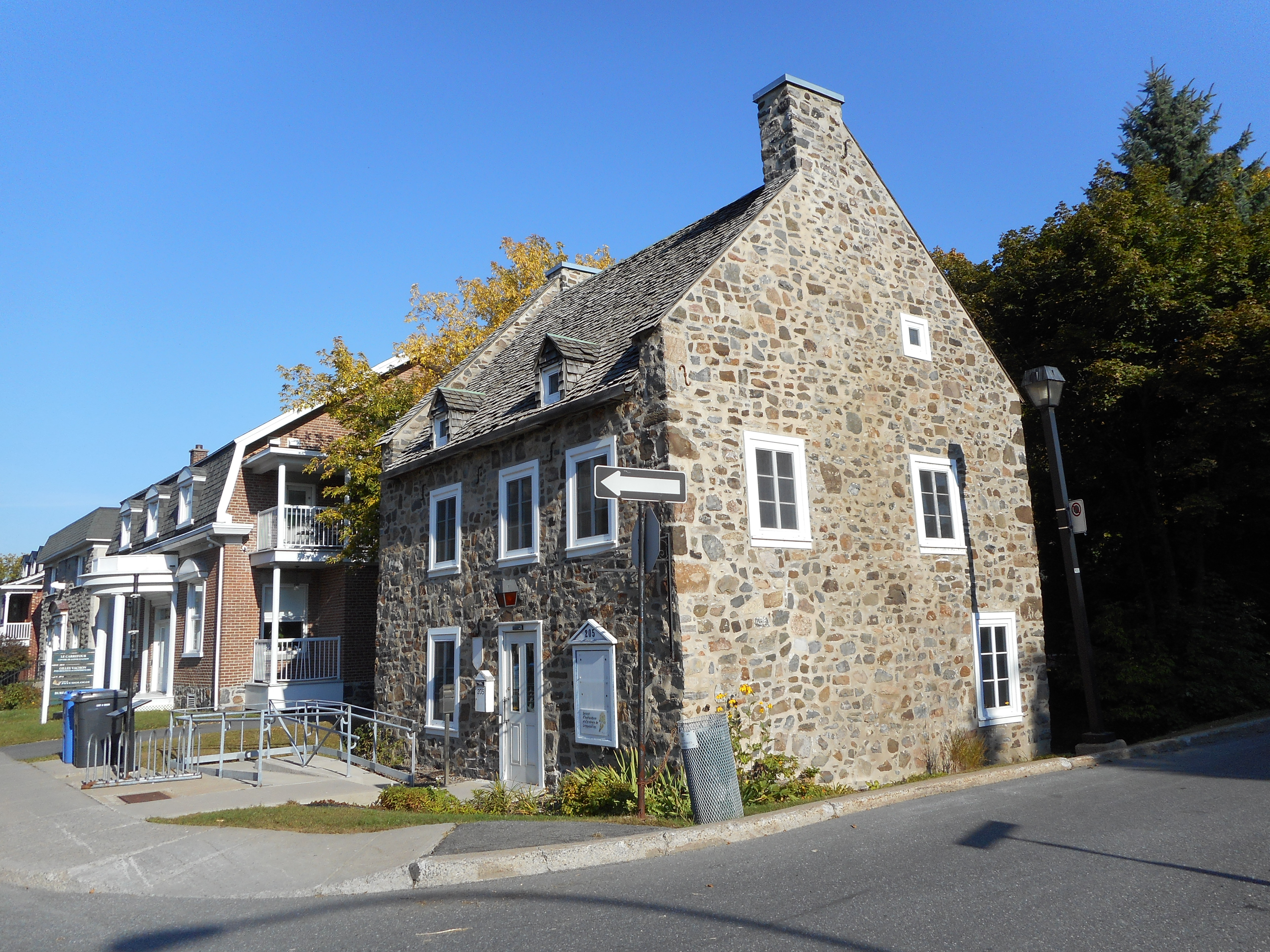
Maison Rollin-Brais 205, chemin de Chambly
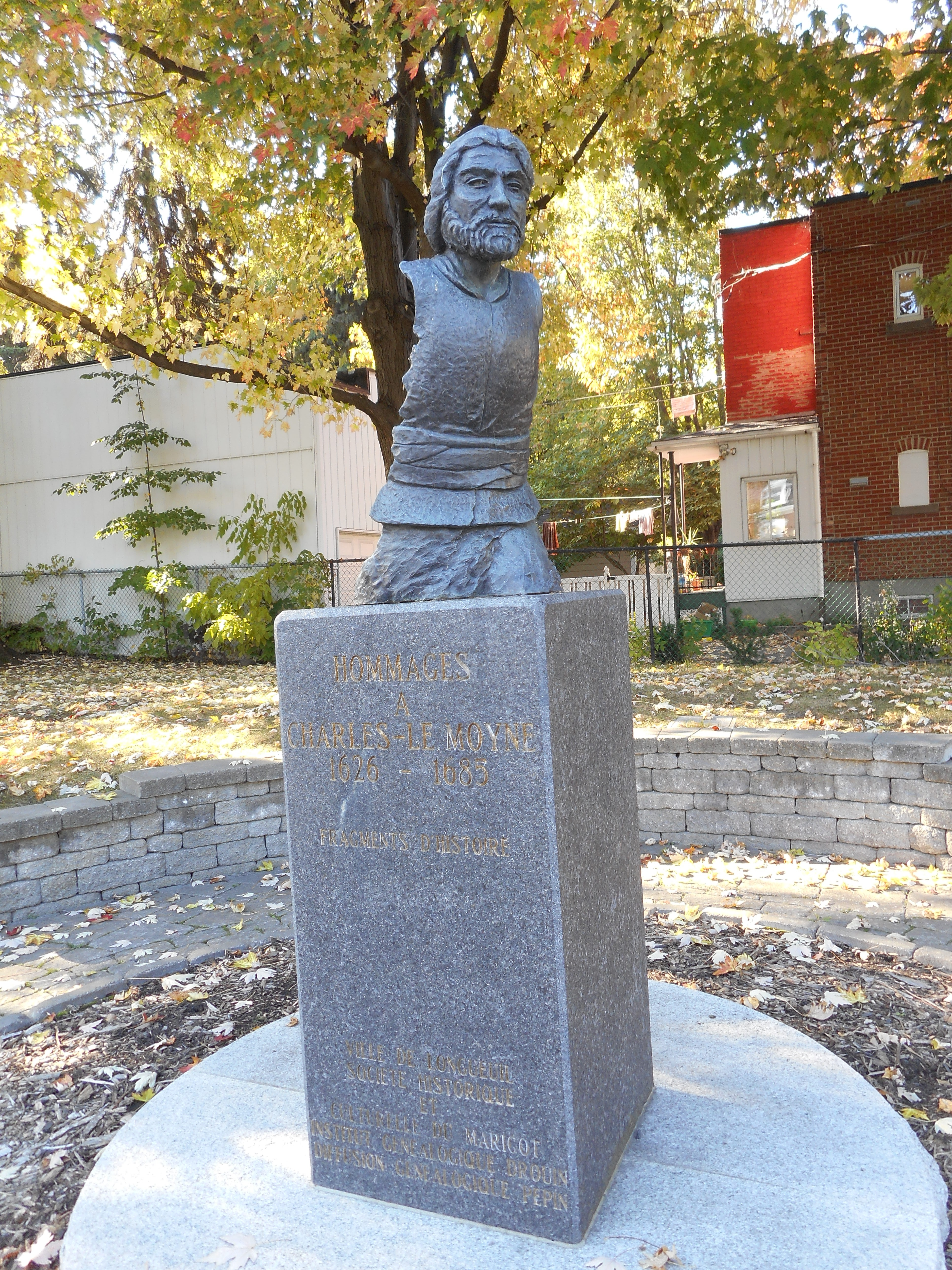
Monument de Charles Le Moyne